# Leptochiton quitoensis
Leptochiton quitoensis är en amaryllisväxtart som först beskrevs av Herb., och fick sitt nu gällande namn av Joseph Robert Sealy. Leptochiton quitoensis ingår i släktet Leptochiton och familjen amaryllisväxter. Inga underarter finns listade i Catalogue of Life.